# 皮亚琴察主教座堂

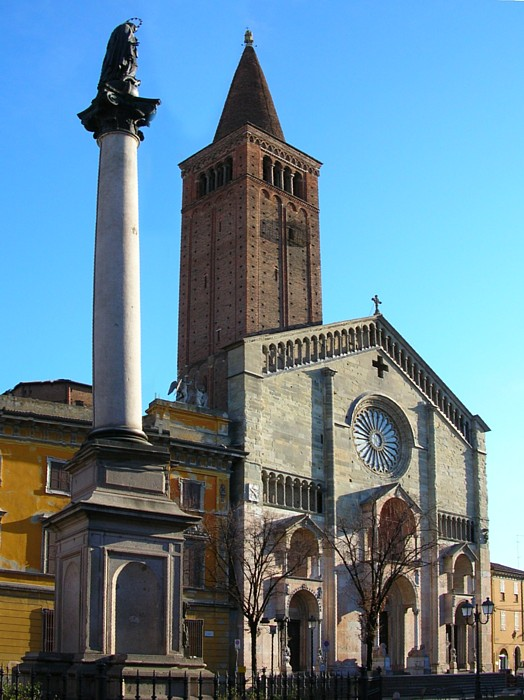
正立面与钟楼

皮亚琴察主教座堂（義大利語：Duomo di Piacenza）是一座罗马天主教教堂，位于意大利皮亚琴察，修建于1122－1233年，是意大利北部最有价值的罗曼式建筑实例之一。它是天主教皮亚琴察-博比奥教区的主教座堂。
主教座堂全长85米，立面高32米，为Emilia-Romagna最大的罗曼式教堂。立面使用维罗纳粉红色大理石和镀金的石头，水平方向由三个门上方的走廊分割，走廊装饰着柱子和罗马雕塑。
内部有一个中殿和两个过道，由25根巨大的柱子划分。其值得注意的壁画绘于14－16世纪，还有穹顶内部的壁画。内殿有1479年的木制雕塑，15世纪的伦巴第学派雕像。